# 桥本登美三郎
桥本登美三郎（日語：橋本 登美三郎/はしもと とみさぶろう，1901年3月5日—1990年1月19日），日本的政治家，曾担任佐藤荣作时期的運輸大臣、内阁官房长官，池田勇人时期的建設大臣。